# Quartet de Normandia
El Quartet de Normandia (en francès: Format Normandie) és un grup diplomàtic compost per representants d'alt nivell de quatre països europeus (Alemanya, Rússia, Ucraïna i França) per resoldre el conflicte bèl·lic en l'Est d'Ucraïna. El quartet de Normandia opera principalment a través de trucades telefòniques entre els presidents ucraïnès, rus i francès, la canceller alemanya i els seus respectius ministres d'afers exteriors, i en algunes de les cimeres s'hi han incorporat Belarús, el Regne Unit o Itàlia.

## Reunions
El nom prové per la reunió dels líders dels quatre estats van sostenir per primera vegada el 6 de juny de 2014, al Castell de Bénouville, Normandia (França), en la commemoració del 70è aniversari de l'Operació Overlord. La següent reunió es va realitzar els dies 16 i 17 d'octubre a Milà (Itàlia) aprofitant la cimera euroasiàtica. Ambdues reunions no van tenir acords significatius. La tercera reunió es va dur a terme de l'11 al 12 de febrer de 2015 a Minsk (Belarús), en la qual es va signar el Protocol de Minsk, i després a Paris en 2 d'octubre de 2015, i Berlin en 19 d'octubre de 2016. Les negociacions i converses es van aturar des del 2016 fins al 9 de desembre de 2019, que es van reunir a Paris sense acords.